# Lophosaurus
Lophosaurus is een geslacht van hagedissen uit de familie agamen (Agamidae).

## Naam en indeling
De wetenschappelijke naam van de groep werd voor het eerst voorgesteld door Leopold Fitzinger in 1843.
Er zijn drie soorten, de verschillende soorten behoorden eerder tot de geslachten Lophyrus, Tiaris, Calotes en Gonocephalus. Veel soorten behoorden eerder tot het geslacht Hypsilurus en onder deze naam zijn ze in veel literatuur bekend.

### Soorten
Het geslacht omvat de volgende soorten, met de auteur en het verspreidingsgebied.
| Naam                                           | Auteur                 | Verspreidingsgebied                     |
| ---------------------------------------------- | ---------------------- | --------------------------------------- |
| Lophosaurus boydii                             | Macleay, 1884          | Australië (Queensland)                  |
| Lophosaurus dilophus                           | Duméril & Bibron, 1837 | Indonesië                               |
| Zuidelijke hoekkopagame (Lophosaurus spinipes) | Duméril & Bibron, 1851 | Australië (New South Wales, Queensland) |

## Verspreiding en habitat
Alle soorten komen voor in Indonesië en in delen van noordelijk Australië in de staten Noordelijk Territorium en Queensland.
De habitat bestaat uit tropische en subtropische bossen. Er is enige tolerantie voor gebieden die door de mens zijn aangepast zoals plantages.

### Beschermingsstatus
Door de internationale natuurbeschermingsorganisatie IUCN is aan alle soorten een beschermingsstatus toegewezen. De agamen worden beschouwd als 'veilig' (Least Concern of LC).